# 경기영상과학고등학교 축구단
경기영상과학고등학교 축구부는 경기도 고양시 일산동구에 위치한 경기영상과학고등학교의 축구부이다. 현재는 해체된 상태이다.

## 참고 문헌
- “KFA 통합경기정보 시스템”. 대한축구협회.

## 같이 보기
- 경기영상과학고등학교